# Belisana doloduo
Belisana doloduo är en spindelart som beskrevs av Huber 2005. Belisana doloduo ingår i släktet Belisana och familjen dallerspindlar.
Artens utbredningsområde är Sulawesi. Inga underarter finns listade.